# Монтегю, Уильям, 2-й герцог Манчестер
Уильям Монтегю, 2-й герцог Манчестер (англ. William Montagu, 2nd Duke of Manchester; апрель 1700 — 21 октября 1739) — британский аристократ и наследственный пэр.

## Биография
Родился в апреле 1700 года во Франции. Старший сын Чарльза Монтегю, 1-го герцога Манчестера (1662—1722), и его жены Додингтон Гревилл (? — 1720), дочери Роберта Гревилла, 4-го барона Брука (1638—1676) из Бошамп-Корта.
20 января 1722 года после смерти своего отца Уильям Монтегю унаследовал титул 2-го герцога Манчестера и отцовские владения. С 1722 по 1739 год Уильям Монтегю также занимал почетную должность лорда-лейтенанта графства Хантингдоншир.
В 1725 году он был произведен в рыцари-компаньоны Ордена Бани (KB).
Уильям Монтегю, 2-й герцог Манчестер, скончался 21 октября 1739 года, в возрасте 39 лет, бездетным, и его титулы перешли к его младшему брату, Роберту Монтегю (1710—1762). До своей смерти герцог участвовал в создании новой благотворительной организации в Лондоне, которая будет работать над спасением детей, брошенных родителями из-за бедности и несчастных условий. Благотворительный фонд стал известен как Госпиталь подкидышей, и его королевская хартия, в которой герцог Манчестер был назван одним из его губернаторов-основателей, была присуждена всего за четыре дня до смерти герцога.
Уильям Монтегю, 2-й герцог Манчестер, 16 апреля 1723 года женился на Леди Изабелле Монтегю (ок. 1706 — 20 декабря 1786), старшей дочери Джона Монтегю, 2-го герцога Монтегю (1690—1749) и леди Мэри Черчилль (1689—1729), дочери Джона Черчилля, 1-го герцога Мальборо, и Сары Дженнингс. Их брак был бездетным. В 1743 году Изабелла Монтегю во второй раз вышла замуж за Эдварда Хасси-Монтегю, 1-го графа Бьюли (1721—1802), от брака с которым у неё было двое детей.

## Титулы
- 2-й герцог Манчестер (с 20 января 1722)
- 5-й граф Манчестер, графство Ланкастер (с 20 января 1722)
- 5-й виконт Мандевиль (с 20 января 1722)
- 5-й барон Кимболтон из Кимболтона, графство Ланкастер (с 20 января 1722).